# Radoman Kanjevac
Radoman Kanjevac (Stup, Sjenica, 17. maj 1960) srpski je pesnik.

## Biografija
Od 1982. do 1985. godine bio je glavni i odgovorni urednik Studentskog radio programa Indeks 202. Emisije koje je od 1985 do 1989. godine uređivao na programima Radio Beograda – Prodor, Niko kao ja, To je samo rock `n`roll - bile su, po oceni radio kritike, primeri inovativnog i angažovanog radio novinarstva. U maju 1989. godine bio je glavni i odgovorni urednik televizijskog OK kanala, preteče kasnijeg Trećeg kanala Radio televizije Srbije, prve nezavisne televizije u Beogradu i medijskog događaja te godine na jugoslovenskom planu.
Široj rokerskoj populaciji Radoman Kanjevac poznat je kao pisac stihova za muziku grupe Galija.  U prestižnoj antologiji jugoslovenske rok poezije Petra Janjatovića Pesme bratstva i detinjstva zastupljen je sa 12 pesama. Nakon saradnje sa Galijom objavio je nekoliko knjiga pesama od kojih je prvu recenzent, akademik Matija Bećković, definisao kao lirsku autobiografiju Radomana Kanjevca čiji stihovi "sami sebe preporučuju i ja se upisujem u ovu knjigu kao njen prvi  prenumerant".
Za njegovu knjigu Kao ruka niz vrat kontrabasa (1999) Petar Živadinović je rekao da je ovo "knjiga poezije koja me je podsetila na jednog  pesnika savremenog, posle kojeg teško da vidim nekog drugog velikog, a to je Fernando Pesoa".
Profesor Aleksandar Jerkov rekao je da "Kanjevčeva poezija gotovo lagana, neprimetna, ćarlija kao dah vetra, u kojoj slike, čak i kad sežu za nekom tamnom, dalekom pozadinom, uvek deluju pitomo, blisko, drago, kao jedna laka stvar koju pesnik hoće da nam saopšti".
O njegovoj poemi Mislim da ne znaš s kim imaš posla, mala, objavljenoj 2000. godine u bibliofilskom izdanju, dr Draško Ređep je napisao  da, "posle Vere Pavladoljske Matije Bećkovića, možda u našoj lirici opredeljeno ljubavnoj nije bilo štiva koje bi, kao ovo Radomana Kanjevca, vlastito okruženje posmatralo ne kao scenografiju nego i kao sudbinu". Bojana Stojanović Pantović kaže da je Kanjevac “pre svega pesnik atmosfere, pesnik jednog raspoloženja”, dr Jasmina Ahmetagić poredila je njegovu poeziju, “koja se odlikuje komunikativnošću bez raspričanosti i suvišnih reči”, sa poezijom Abdulaha Sidrana, a mlada beogradska književna kritičarka Sonja Kovljanić kaže da ovaj pesnik piše poeziju koja se lako čita, ali dugo pamti.
"Rečenicom koja svoju uzbudljivost duguje, pored ostalog, i sposobnosti da u isti mah bude i odvažno iskrena i otmeno suzdržana, i zajedljivo ironična i lekovito blaga, Kanjevac s lakoćom koja razoružava lako dopire do čitaoca, svesno prkoseći naslovu pod kojim su okupljene njegove pesme u ovoj knjizi", napisao je profesor Zoran Paunović, preporučujući čitaocima knjigu Kraj poezije, objavljenu u izdanju izdavačke kuće "Plato books" iz Beograda.
O knjizi Čovek u senci, sastavljenoj od Kanjevčevih literarnih odlomaka, marginalija, beleški i zapisa, objavljenoj 2010. godine u izdanju "Službenog glasnika", rok kritičar Peca Popović je, u tekstu pod naslovom Mudrac iz senke, napisao da  je to "knjiga koja predstavlja događaj više vrste i "Znakove pored puta" za rokenrol generacije".

## Bibliografija
- Reči za pevanje (SKC, Beograd, 1995)
- Otvoreno pismo (Prometej, Novi Sad, 1995)
- Kao ruka niz vrat kontrabasa (Akademija books, Beograd, 1999)
- Mislim da ne znaš s kim imaš posla, mala (Prometej, Novi Sad / Akademija books, Beograd, 2000)
- Tour du monde (Akademija books, Beograd 2003)
- Putujem (Narodna knjiga / Alfa, Beograd 2007)
- Probudi me tek kad osetiš da sam zaista mrtav (Prometej, Novi Sad, 2009)
- Čovek u senci (Službeni glasnik, Beograd, 2010)
- Kraj poezije (Plato books, Beograd, 2010)

## Izdavačke kuće
- Službeni glasnik
- Plato books
- Prometej

## Članstvo
- Udruženje književnika
- Udruženja novinara

## Nagrade
- Zlatna značka Kulturno - prosvetne zajednice Srbije
- Zlatni Beočug, za trajni doprinos kulturi Beograda
- Radoje Domanović
- Dimitrije Davidović
- Pečat Narodnog pozorišta
- „Zlatna Nika“ Internacionalnog festivala reportaže „Interfer“

## Antologije
- Pesme bratstva i detinjstva, Antologija jugoslovenske rok poezije, autor Petar Janjatović, (Nova, Beograd i Vega media, Novi Sad 2008),
- Antologija srpske poezije 1847 - 2000, autor Nenad Grujičić, (Brankovo kolo, Sremski Karlovci 2013).
- Poeziju će svi pisati/ Alla Skall Skriva Poesi, autor Eleonora Luthander, Forfattares (Bokmaskin Stockholm 2008).

## Spoljašnje veze
- Zvanična web lokacija: www.radomankanjevac.com
- Zvanični Youtube kanal